# Кика (Бурятия)
Кика́ (бур. Хихэ) — посёлок в Прибайкальском районе Бурятии. Входит в сельское поселение «Нестеровское».

## География
Расположен на реке Кике на 103-м километре региональной автодороги Р438 (Баргузинский тракт), в 49 км к северо-востоку от районного центра — села Турунтаево.

## История
Основан в конце 1930-х годов как лесозаготовительный пункт, с 1949 года — лесоучасток Итанцинского леспромхоза.

## Население
| 2002 | 2010 |
| ---- | ---- |
| 539  | ↘508 |

## Экономика
Лесоучасток, личные подсобные хозяйства, отделение Кикинского лесничества.

## Инфраструктура
Основная общеобразовательная школа, клуб, фельдшерский пункт, почта.